# Hospital de São Roque (Santiago de Compostela)
O antigo Hospital de São Roque é um edifício renascentista e barroco originalmente construído no último quartel do século XVI situado em Santiago de Compostela, Galiza, Espanha. Atualmente ali funcionam as sedes do Instituto Padre Sarmiento (C.S.I.C.) e da Fundação Cidade da Cultura.

## Descrição
O hospital foi fundado em 1578 pelo arcebispo Francisco Blanco Salcedo para dar tratar os afetados pelas epidemias de peste que assolaram a cidade no século XVI. Foi dedicado a São Roque por este ser um dos santos mais evocados para proteger contra aquela doença. A obra foi entregue a Gaspar de Arce, mestre de obras da catedral de Santiago. O edifício, de estilo renascentista, foi terminado em 1583, mas dessa época só resta o portal, pois no século XVIII foram levadas a cabo remodelações profundas.
O edifício, de planta retangular, destaca-se pela sua grande sobriedade e linhas singelas. A fachada tem a estrutura de um arco do triunfo: sobre pilastras toscanas ergue-se um arco de meio ponto que se apoia em impostas. Sobre este arco, há um entablamento sobre o qual se encontra um segundo corpo de proporções mais pequenas. A fachada é rematada por um frontão triangular assente em pilastras finas que ladeiam dis nichos com as imagens de São Cosme e São Damião, os irmãos gémeos que praticavam medicina gratuitamente. Por cima do frontão há uma cruz e uma concha. Apesar de ainda ser uma obra renascentista, a nudez e sobriedade dos seus elementos já anunciam o classicismo, o que contrasta com o trabalho levado a cabo na mesma época pelo mesmo Gaspar de Arce na catedral.
No interior destaca-se o belo e delicado claustro com duas galerias, com quatro arcos em cada um dos lados, que assentam em colunas dóricas.

### Igreja
Segundo a tradição, a Igreja ou Capela de São Roque foi erigida em 1520 para agradecer ao santo ter livrado Santiago de Compostela da peste. É de planta retangular, com uma nave única e abóbada de canhão. Devido às grandes reformas a que foi sujeita no século XVIII, resta muito pouco da traça original e o que existe atualmente é uma obra de estilo barroco que forma um conjunto com o hospital.
No interior da cabeceira, destaca-se um dos retábulos mais importantes do arquiteto galego Simón Rodríguez. O retábulo, realizado c. 1742 e restaurado em 2009, é um belo exemplo do barroco compostelano, que impressiona, entre outras coisas, pela sua profundidade de quatro metros. Simón Rodríguez (1679–1752) foi um dos grandes artífices do barroco compostelano, a ele se devendo a introdução das caraterísticas decorações à base de placas de pedra, discos e recortes, que produzem jogos de luz e sombra e que estão na origem da outra designação do estilo: barroco de placas. Os seus retábulos são autênticos cenários, que convidam os espetadores a entrar neles para poderem ser devidamente apreciados.